# Tomasz Sokołowski (ur. 1985)
Tomasz Sokołowski (ur. 25 czerwca 1985 w Szczecinie) – norweski piłkarz polskiego pochodzenia występujący na pozycji pomocnika w norweskim klubie Asker. Wychowanek Lyn, w swojej karierze grał także w takich zespołach jak Viking, Brann oraz Stabæk Fotball. Jednokrotny reprezentant Norwegii. Syn Kazimierza Sokołowskiego, dwukrotnego reprezentanta Polski.